# سیمز ۳: فصل‌ها
سیمز ۳: فصل‌ها (به انگلیسی: The Sims 3:Seasons) هشتمین بسته تکمیلی برای سیمز ۳ است که بر روی سیستم عامل ایکس و رایانه شخصی منتشر شده‌است. این بسته تکمیلی در تاریخ ۱۳ نوامبر سال ۲۰۱۲ در آمریکای شمالی و سپس در تاریخ ۱۶ نوامبر در اروپا منتشر شد.

## گیم پلی
بازیکن می‌تواند با آب و هوا ارتباط برقرار کند، خلق و خوی هر فصل را به خود بگیرد و داستان‌های هیجان انگیزی با سیم‌های (نام شخصیت‌های خاص بازی) خود تجربه کند. همچنین در هر فصل فستیوال‌های منحصر به فردی مخصوص آن فصل وجود دارد که سیم‌ها می‌توانند نقشی در آن ایفا کنند. سیم‌ها می‌توانند صورت‌های خود را نقاشی کنند یا در تابستان در یک مسابقه هات داگ خوری شرکت کنند، در پاییز کدو تنبل‌های هالووین را درست کنند یا در زمستان برف بازی کنند یا به اسکی روی برف یا یخ بپردازند. سیم‌ها همچنین در طول سال می‌توانند در اقیانوس شنا بکنند یا با یکدیگر فوتبال بازی کنند. در این بسته تکمیلی صفات جدیدی برای سیم‌ها وجود دارد «دوستدار گرما» و «دوستدار سرما». سیم‌هایی که دارای این صفات هستند از گرما و سرما شدید لذت می‌برند و هوای بسیار گرم یا بسیار سرد کمتر برای آن‌ها نسبت به سایر سیم‌ها احساس ناآرامی به وجود می‌آورد. سیم‌ها همچنین ممکن است مبتلا به سرما خوردگی شوند، در زیر آفتاب برنزه شوند یا رعد و برق با آن‌ها اصابت کند. روزها در زمستان کوتاه‌تر و در تابستان طولانی‌تر است. بیگانگان فضایی نیز توسط این بستهٔ تکمیلی اضافه شده‌اند که مشابه بیگانگان در سیمز ۲ هستند ولی تغییراتی نیز در آن‌ها به وجود آمده‌است.
در این بستهٔ تکمیلی امکانی نوین به نام «نشانگر فصلی مکان» وجود دارد که به بازیکنان اجازه می‌دهد تا شکل ظاهری مکان‌ها را در طول سال تغییر دهند. بازیکنان می‌توانند دکورها و اشیا گوناگونی برای هر فصل بچینند، ولی نمی‌توانند از حالت ساختن (به نام Build Mode) در بازی به این منظور استفاده کنند در واقع امکان استفاده از ساخت دیوار یا سقف برای زیبایی بخشیدن به مکان‌ها وجود ندارد. در حقیقت این تغییرات راه حلی برای تغییر و به وجود آوردن فستیوال‌های هر فصل است.

### فستیوال‌ها
به‌طور کلی ۴ روز تعطیل در ۴ فصل وجود دارد: روز عشق (ولنتاین در واقعیت) روز شبح وار (هالووین), روز برف ریزه و در نهایت روز اوقات فراغت. تمام این تعطیلات در آخرین پنج شنبه هر فصل برگزار می‌شود. اگر فصل از یک هفته کوتاه‌تر بود و زودتر از پنجشنبه به پایان می‌رسید آنگاه آخرین روز فصل، روز تعطیل خواهد بود. در این تعطیلات بیشتر افراد به فستیوال‌ها می‌آیند و نمی‌توان آنهارا از طریق تنظیمات غیرفعال کرد.
مکان‌ها تغییرات ظاهری پیدا می‌کنند و اشیا مختلفی را در طول سال با توجه به آن فصل، تعطیلات و فستیوال‌ها در خود خواهند داشت. در هر فصل یک فستیوال برپا می‌شود. فستیوال‌ها به‌طور معمول در بزرگترین پارک شهر برگزار می‌شوند، که می‌توان پارک‌های مختلفی از قسمت Edit town Mode به این منظور انتخاب کرد. بازیکنان اختیار کامل در شکل ظاهر فستیوال‌ها دارند و می‌توانند آنهارا تغییر دهند، یا آن‌ها می‌توانند مکان خود را برای فستیوال‌ها بسازنند که در طول سال با توجه به تغییر فصل فستیوال‌های مختلف در آن برگزار می‌شود.

### آب و هوا
پنج نوع آب و هوا در این بستهٔ تکمیلی وجود دارد: باران/رعد و برق، آفتابی، تگرگ، برف و مه. در این بین بارش درجان گوناگونی دارد که شامل: بارش با شدت کم، بارش عادی و بارش به صورت هوای طوفانی می‌شود. بارش در تمام طول سال می‌تواند رخ دهد ولی مقدار بارش به فصل مربوط است. همچنین بیشتر باران در فصل پاییز رخ می‌دهد. در زمان‌هایی که طوفان، رعد و برق، و تندر وجود دارد احتمال بارش به چشم می‌خورد. سیم بات ها(Simbots) که توسط بستهٔ تکمیلی بلند همتی (به انگلیسی: Ambitions) به بازی افزوده شده‌اند ممکن است تحت تأثیر بارش قرار گرفته و دچار برق گرفتگی شوند.

## نسخه‌ها
این بستهٔ تکمیلی در ۲ نسخه موجود است: نسخهٔ کامل و نسخهٔ محدود شده.

## نمرات
| گردآورنده | امتیاز |
| --------- | ------ |
| متاکریتیک | 73/100 |

| ناشر         | امتیاز |
| ------------ | ------ |
| گیم رولیشن   | [ ۵ ]  |
| گیمز ریدار+  | [ ۶ ]  |
| گیم‌زون       | 9.0/10 |
| آی‌جی‌ان       | 7.5/10 |
| Cheatmasters | 5.0/5  |
| Gaming Nexus | 9/10   |
| NZ Gamer     | 7.7/10 |
| WorthPlaying | 8.7/10 |

## پیوست‌ها
- وبگاه رسمی